# Leucospermum rodolentum
Leucospermum rodolentum  es una especie de arbusto   perteneciente a la familia  Proteaceae. Es originaria de Sudáfrica.

## Descripción
Leucospermum praemorsum es un arbusto que alcanza un tamaño de 100 a 300 cm de altura,  erecto, con las hojas oblongas a oblongo-lanceoladas, enteras o 2-5-dentadas en el ápice, algo estrechadas en la base. Las inflorescencias en cabezuelas solitarias o en grupos de 2-4 en el final de las ramas.. El fruto elipsoide,  casi glabro, brillante.

## Taxonomía
Leucospermum rodolentum fue descrita por Rourke y publicado en Journal of South African Botany 35: 323. 1969.
Sinonimia
- Leucospermum candicans Andrews	[3]

Etimología
El género Leucospermum deriva de las palabras griegas leukos que significa blanco, y de spermum =  semilla, en referencia a las semillas blancas o de color claro de muchas especies. Las semillas son en realidad de color negro, pero están recubiertas con una piel blanca carnosa (eleosoma).